# Microregiunea Letenye
Microregiunea Letenye (în maghiară Letenyei kistérség) a fost o microregiune statistică (kistérség) din județul Zala, Ungaria.
Cu o populație de 16.265 locuitori și o suprafață de 388,69 km2, aceasta a existat până în 2014, când în Ungaria, microregiunile ”kistérségek” au fost înlocuite de districte (járások).